# DIN-7/16-Steckverbinder

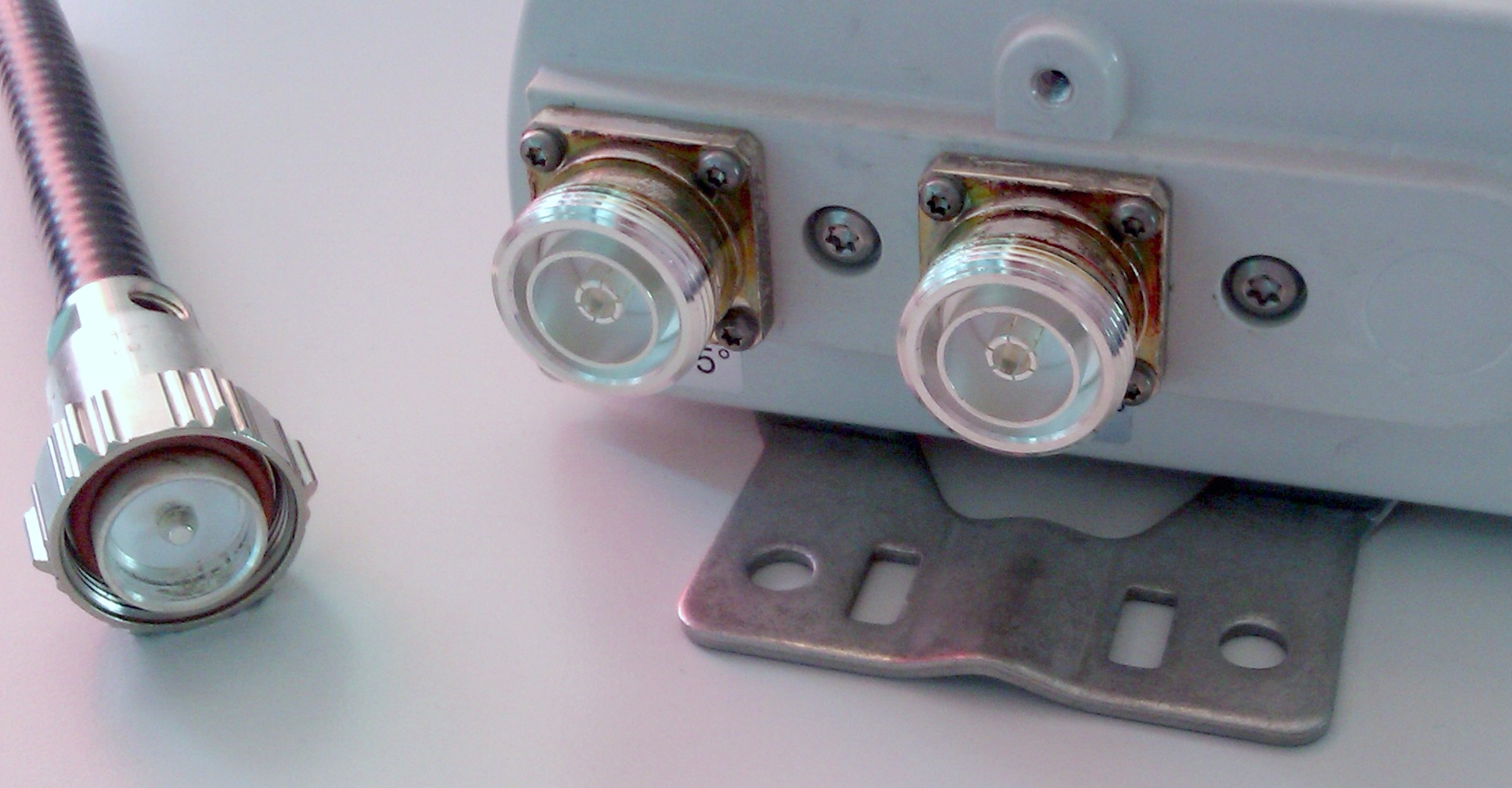
7/16-Stecker (links) und zwei 7/16-Buchsen an Mobilfunkantenne

DIN-7/16-Steckverbinder sind mechanisch robuste HF-Steckverbinder, die bis 7,5 GHz eingesetzt werden können.

## Geschichte
Der 7/16-Steckverbinder wurde in den 1960er Jahren entwickelt. Maßgeblichen Anteil an der Entwicklung hatte die in München ansässige Firma Spinner.

## Einsatzbereich
Die 7/16-Steckverbinder werden bevorzugt bei größeren Hochfrequenz-Leistungen verwendet oder wenn die Verbindung mechanischen Umwelteinflüssen ausgesetzt ist. Typische Anwendungen sind die Verbindungen für Antennen bei Mobilfunkanlagen.

## Technische Daten
Der Wellenwiderstand beträgt 50 Ohm. Der Innenkontakt hat einen Durchmesser von 7 mm und der Außenkontakt einen Durchmesser von 16 mm. Die genaue Spezifikation ist in der Norm DIN 47223 festgelegt.